# Asmeret Asefaw Berhe
Asmeret Asefaw Berhe (Asmara, Eritrea) es una biogeoquímica de suelos y ecologista política eritrea,  candidata para ocupar el cargo de Director de la Oficina de Ciencias del Departamento de Energía de EE. UU. Es profesora de Biogeoquímica de Suelos y Cátedra Ted y Jan Falasco de Ciencias de la Tierra y Geología en el Departamento de Ciencias de la Vida y del Medio Ambiente; Universidad de California, Merced. Su grupo de investigación trabaja para comprender cómo el suelo ayuda a regular el clima de la tierra.

## Educación y carrera
Asmeret nació y se crio en Asmara, Eritrea, en el noreste de África, bordeando el Mar Rojo. Recibió su Licenciatura en Ciencias en Conservación del Suelo y el Agua en la Universidad de Asmara en Eritrea. Allí, fue una de las tres mujeres en una clase de 55 personas en el departamento de ciencias del suelo. Más tarde asistió a la Universidad Estatal de Míchigan para obtener su Maestría en Ecología Política con énfasis en los efectos de la degradación de la tierra, trabajando para comprender cómo las minas terrestres causan la degradación de la tierra. Luego realizó su trabajo de doctorado en la Universidad de California, Berkeley, donde recibió su doctorado en Biogeoquímica en el laboratorio del ecólogo John Harte, donde también fue co-asesorada por Margaret Torn (Lawrence Berkeley National Laboratory) y Jennifer Harden (US Geological Encuesta, Menlo Park). Su trabajo de posgrado buscó comprender cómo la erosión afectaba el intercambio de carbono entre la tierra y el aire. Descubrió que la erosión puede hacer que el suelo almacene más carbono. Continuó su investigación posdoctoral en la Universidad de California en Berkeley con el apoyo del Programa de becas posdoctorales del presidente bajo la tutoría de Johan Six y Jillian Banfield, y luego se mudó a la Universidad de California, Davis para continuar su trabajo posdoctoral.

## Investigación
Los intereses de investigación de Asmeret se centran en el efecto de las condiciones ambientales cambiantes, específicamente el fuego, la erosión y el cambio climático, en procesos importantes del suelo. Su grupo está trabajando para comprender cómo las perturbaciones en el medio ambiente afectan el ciclo de elementos esenciales como el carbono y el nitrógeno a través del sistema del suelo. Uno de los proyectos de su grupo es comprender cómo la sequía y los incendios forestales afectan la capacidad del suelo para almacenar carbono, llevándola al parque nacional Yosemite y Sierra Nevada para el trabajo de campo. Dada la prevalencia de la sequía en California, este trabajo es de particular importancia pública y, como resultado, ha sido destacado por figuras públicas como el congresista de California Jerry McNerney (Distrito 9 de D-CA).
Su investigación se extiende a la ecología política, trabajando para comprender la contribución de los conflictos armados a la degradación de la tierra y cómo las personas interactúan con su entorno. Ha sido coautora de una revisión en la que se hace un balance de la relación entre el cambio global, el suelo y la seguridad humana (incluida la seguridad alimentaria y la calidad del agua) en el siglo XXI, citando posibles intervenciones y soluciones para la gestión sostenible del suelo.
El trabajo de Asmeret ha obtenido el apoyo de varias fuentes de financiación, incluido el Premio CAREER de la Fundación Nacional de Ciencias, los Premios Catalizador de Investigación del Presidente de la Universidad de California, el Departamento de Energía de los Estados Unidos y más.

## Abogacía e impacto global
El trabajo de Asmeret en la intersección del suelo, el cambio climático y la ecología política se presta bien a una serie de problemas globales. Durante su carrera de posgrado, fue miembro del grupo de trabajo que produjo la Evaluación de Ecosistemas del Milenio, que fue solicitada por el Secretario de las Naciones Unidas, Kofi Annan, para evaluar el impacto de los seres humanos en el medio ambiente. Fue una de las autoras principales del capítulo del informe de 2005 sobre «Impulsores del cambio en las condiciones y los servicios de los ecosistemas». La Evaluación recibió el Premio Internacional Zayed para el Medio Ambiente en 2005.
En 2018, Asmeret fue seleccionada como parte de la cohorte inaugural de las Academias Nacionales de Ciencias, Ingeniería y Medicina Nuevas Voces en Ciencias, Ingeniería y Medicina, como líder de carrera temprana que trabaja para avanzar en la conversación sobre problemas globales emergentes clave y comunicar la evidencia base en torno a esos desafíos.
Defensora de las mujeres en la ciencia, Berhe es co-investigadora principal de ADVANCEGeo, que trabaja para transformar el clima laboral de las geociencias para aumentar la retención de las mujeres en el campo y desarrollar un modelo sostenible que pueda transferirse a otros dominios científicos. Actualmente, la Red de Mujeres de Ciencias de la Tierra, la Asociación de Mujeres Geocientíficas y la Unión Geofísica Estadounidense se han asociado para abordar el problema del acoso sexual en las ciencias de la tierra, el espacio y el medio ambiente. El programa dirigido por Erika Marín-Spiotta y se ejecuta con el apoyo de una subvención de cuatro años de $ 1.1 millones de la National Science Foundation.
Se desempeña como miembro de la junta asesora de 500 Women Scientists, una organización de base que trabaja para hacer que la ciencia sea abierta, inclusiva y accesible, y está en la junta directiva de Earth Science Women's Network.
En 2019 dio una charla TED sobre el papel del suelo en el mantenimiento del clima terrestre, en particular relacionando el uso, la degradación y la gestión del suelo con los flujos de gases de efecto invernadero del ecosistema terrestre a la atmósfera.

## Premios y honores
- University of California, Berkeley's President's Postdoctoral Fellowship Awardee, 2006[8]
- Hellman Family Foundation Fellow, 2011[26]
- NSF CAREER Award, 2014[17]
- Young Investigator Award, Sigma Xi, 2014[27]
- New Voices in Science, Engineering, and Medicine, National Academy of Sciences, 2018[28]
- Randolph W. “Bill” and Cecile T. Bromery Award, Geological Society of America, 2019[29]
- Great Immigrants Award, Carnegie Corporation of New York, 2020[30]